# Trpaslík (seriál)
Trpaslík je komediální seriál České televize. První díl byl dostupný v předpremiéře na webu České televize 28. prosince 2016, premiérově byl v televizním vysílání uveden od 2. ledna 2017. Natáčel se v Nymburce.

## Obsazení
| Michal Suchánek          | Jarda Staněk                |
| Marika Procházková       | Katka Staňková              |
| Petr Mähring, Jakub Šorm | Luděk Staněk                |
| Tereza Taliánová         | Janička Staňková            |
| Martin Hofmann           | Vladimír Novotný            |
| Milena Minichová         | Pavlína Novotná             |
| Jana Šulcová             | paní Janáčková              |
| Petr Nárožný             | pan Kutlák                  |
| Martin Evžen Kyšperský   | Petr Šoural                 |
| Josef Abrhám             | Václav Novotný              |
| Martin Myšička           | knihovník Karas             |
| Nami Havelková           | Jolanka Vanýsková           |
| Elizaveta Maximová       | Irena Korytářová            |
| Ivana Lokajová           | manželka hrobníka           |
| Michal Isteník           | policejní strážník          |
| Alžběta Vaculčiaková     | Jolanina nejlepší kamarádka |
| Eva Leinweberová         | lesbická tělocvikářka       |
| Jiří Bábek               | ředitel školy               |
| Lukáš Bech               | hrobník                     |

## Seznam dílů
| Č. v seriálu | Název   | Režie | Scénář | Datum premiéry | Sledovanost |
| --- | ------- | ----- | ------ | -------------- | ----------- |
| 1 | Pondělí |       |        | 2. ledna 2017  | 1 186 000   |
| Luďkovi je dneska patnáct. Od rána mu ale nic nevychází tak, jak by si přál. Hádka se školní láskou Jolanou, posměch věčného rivala Zounara i zrada kamaráda Hudry ho pěkně otráví. Nespravedlivý trest od učitelky pěstitelských prací je pak vrcholem nepovedeného dne. Doma ho navíc čeká rodinná oslava s dědou Václavem…                             |         |       |        |                |             |
| 2 | Úterý   |       |        | 9. ledna 2017  | 955 000     |
| Po těžké pondělní noci nastává ještě těžší úterní ráno. Katka spěchá dopoledne do školy, aby podala vysvětlení ohledně Luďka. Jarda by se nejraději navždy zamkl v garáži, musí ale s dědou Václavem zpátky do domova důchodců. Náročný den pak pro mnohé končí ve vinárně U Kocourka, kde to ale dopadne všelijak…                                       |         |       |        |                |             |
| 3 | Středa  |       |        | 16. ledna 2017 | 834 000     |
| Pravidelný tenisový trénink právníka Vladimíra nečekaně překazí jeho koncipient Šoural. Vladimír musí řešit chování svého otce a při jednání s vedením domova důchodců nepochodí tak, jak by si přál. Věčný smolař Šoural bude mít tentokrát lepší večerní program než úspěšný Vladimír, večer si domů přiveze krásnou blondýnu…                          |         |       |        |                |             |
| 4 | Čtvrtek |       |        | 23. ledna 2017 | 897 000     |
| Luděk řeší svůj vztah s Jolanou, která už s ním prý nechce chodit. Čtvrteční školní basketbalový mistrák chlapy zvedne ze sedaček. Trenérka Holušová totiž nečekaně zamíchá sestavou mužstva a Katka s Jardou se kvůli bezpečnosti musejí dát na útěk. Luděk dvakrát nečekaně zaboduje, ale jeho spoluhráči ani Jolana to vůbec neocení…                  |         |       |        |                |             |
| 5 | Pátek   |       |        | 30. ledna 2017 | 785 000     |
| Škola musí řešit další naléhavý problém. Kde ubytovat ty, co znenadání přišli o střechu nad hlavou, aby nenarušili chod školy? Knihovník Karas pojme podezření, že to, po čem dlouhé roky pátrá, musí být konečně někde nablízku. Městem se potulují podivní lidé, televizní štáb ani policie si nevědí rady a mnozí jsou za to rádi…                     |         |       |        |                |             |
| 6 | Sobota  |       |        | 6. února 2017  | 791 000     |
| Luděk s Janičkou zkusí poslední možnost, aby se jim povedlo napravit, co kdo v posledních dnech pokazil. Že s písní na rtech jde všechno lépe i tam, kde si mnozí myslí, že pomůže hrubá síla, se společně přesvědčí hned po ránu v chatové osadě v Roblíně. Ani probdělá noc ale nakonec nezabrání rozuzlení nymburské apokalypsy, která zdánlivě končí… |         |       |        |                |             |

## Recenze
- Pavel Koutský, iDNES.cz[8]
- Milan Rozšafný, TVZone.cz [9]
- Mirka Spáčilová, iDNES.cz [10]
- Tomáš Stejskal, iHNed.cz[11]